# Erik Kjellberg (konstnär)
Per Erik Ecka Kjellberg, född 12 juni 1888 i Östersund, död där 6 oktober 1959, var en svensk lokförare och  målare.
Han var son till lokföraren Nils August Kjellberg och Blenda Persdotter. Efter avslutad skolgång vid Östersunds Högre allmänna läroverk anställdes han vid Statens Järnvägar 1907 där han utbildades till lokförare. Han studerade konst vid Wilhelmsons målarskola 1927–1928 och under fem resor till Paris studerade han för André Lhote. Separat debuterade han 1951 i Östersund, han medverkade på Liljevalchs höstsalong 1934 samt ett flertal gånger i Sällskapet för jämtländsk konstkulturs utställningar i Östersund och Jämtlands läns konstförening utställningar. Hans konst bär en viss naivistisk-romantisk prägel. 